# Ceriomura cruenta
Ceriomura cruenta är en spindelart som först beskrevs av George William Peckham och Elizabeth Maria Gifford Peckham 1894.  Ceriomura cruenta ingår i släktet Ceriomura och familjen hoppspindlar. Inga underarter finns listade i Catalogue of Life.